# Idaea margaritacea
Idaea margaritacea is een vlinder uit de familie van de spanners (Geometridae). De wetenschappelijke naam van de soort is voor het eerst geldig gepubliceerd in 1936 door Emilio Turati en Giorgio Krüger.